# シャーム自由人イスラム運動
シャーム自由人イスラム運動（シャームじゆうじんイスラムうんどう、Movement of the Free People of Islamic Syria， Battalions of the Free People of Syria， Kataib Ahrar al-Sham）は、シリアで活動するスンニ派反政府武装組織。アハラール・アル・シャーム・イスラム運動（Harakat Ahrar al Sham al Islamiya）、アハラール・アル・シャーム（Ahrar al Sham）とも呼ばれる。

## 概要
シャーム自由人イスラム運動（以下「運動」）は、バッシャール・アル＝アサド政権の打倒、イスラム国家の樹立などを目標として、主にシリア北部から中部で活動する。勢力はアレッポ県だけで5000人を擁すると自称する。戦闘員の大多数はシリア人だが、ロシア・コーカサス北部、リビア、チュニジアなど外国出身者もいる。中東・湾岸諸国などで個人・非政府組織などから寄附を得て活動資金にしているとされる。
「運動」はアルカイダの系譜を汲むが、創設メンバーでアルカイダ出身のアブー・ハーリド・スーリーの死後はアルカイダとの関係が薄まった。2015年以降、アルカイダとの関係を否定し、「独裁」打倒をめざす「フリーダム・ファイター」とアピールするようになった。
「運動」は支配地内でシャリーア（イスラム法）による厳しい統治を行い、検察局・警察・拘置所を設置している。裁判官もいるが、中にはシャリーアの知識が不十分な者もいる。容疑者には拷問・虐待に相当する処罰を科している。

## 沿革
「運動」は、ダマスカス郊外県のサイドナヤ刑務所で収監経験を持つハッサーン・アッブードを初代指導者として、アフガンやイラクでの戦闘経験を持ち、「シリアにおけるアルカイダの代理人」と呼ばれたアブー・ハーリド・スーリーらによって建設された。結成当初はシリア軍の車列などに対する小規模な襲撃を繰り返していたが、他組織と連携して軍や政府の施設を攻撃・占拠するなど、反体制派内でも有力組織の一つになったとされる。

### IF結成
2013年11月、「運動」は他のイスラム主義組織と共に組織連合・イスラム戦線（IF）を結成し、アブードがIF政治部門の指導者に就任したとされる。
2014年1月、IFに所属していたイスラム軍、タウヒード旅団、シャームの鷹旅団から、他の反体制派に対して攻撃的なISILに制裁を課そうとする声が上がった。「運動」はこれに消極的だったが、最終的にIFとしてISILと戦うことを発表した。これと前後して、ISILとIF・ヌスラ戦線・自由シリア軍などがアレッポ・ラッカ・マンビジなどで戦闘を繰り広げた。
程なく各地で「運動」とISILの間で講和が結ばれた。しかし、2月にはいると「運動」はISILから襲撃を受けたとして、「裏切り集団」ISILとの停戦合意を破棄すると宣言した。これに対してISILはIFの司令部・メンバーに背教宣告を下した。その後、アブー・ハーリド・スーリーはアルカイダ指導者アイマン・ザワーヒリーから、関係が悪化していたアル＝ヌスラ戦線とISILの仲裁役に任じられたが、ISILと思われる組織がアレッポの「運動」本部に対して自爆攻撃を行い、アブー・ハーリド・スーリーら6人が殺された。ただし、ISILはスーリー殺害を否定した。
このようにISILとの戦闘を繰り返した結果、IFは弱体化した。

### ファトフ軍結成
2015年3月、「運動」はシャームの鷹旅団との合併組織としてシャーム自由人イスラム戦線を結成した。
2015年3月、ヌスラ戦線を含む複数のスンニ派武装組織と共にファトフ軍を結成した。
イドリブ県の県都イドリブは、2015年3月に「運動」とヌスラ戦線を中心としたファトフ軍に支配された（イドリブの戦い）。
4月頃に「闘いの勝利連合」を、さらに7月には「アンサール・アル・シャリーア」なる連合体をそれぞれ結成し、イドリブ県・アレッポ県・ハマー県などで政府軍などに対する攻撃を実行した。
10月、ロシア連邦航空宇宙軍によるシリア空爆が行われると、「運動」支配地も空爆に晒された。
指導者オマルは12月に声明を出し、反体制派間の争いや支援の減少などによって革命が弱まっているとし、反体制派勢力や市民の団結を訴えるなどした。
2016年1月、ヌスラ戦線を中心にファトフ軍加盟組織の完全統合に向け協議が行われたが、「運動」はヌスラ戦線とアルカイダの関係性を理由に反対したとされる。ヌスラ戦線は同年7月にアルカイダ離脱とシリア征服戦線（JFS、旧ヌスラ戦線）設立を表明した際、「運動」はこれを祝福する一方で、アルカイダ離脱を証明するよう求めたとされる。
ヌスラ戦線の分派、ジュンド・アクサー機構はIS共鳴者も多く、「運動」と度々衝突した。2016年9月に「運動」がジュンド・アクサー機構を破ると、同機構はJFSに吸収統合された
12月、「運動」は他の反体制派とともに包囲下のアレッポから撤退し、アレッポの戦いで敗北を喫した。
アメリカ合衆国のバラク・オバマ政権末期、アメリカ空軍がヌスラ戦線に空爆を行うようになった。これはピンポイントにJFS幹部の所在地を叩くもので、あまりの正確さに「運動」が情報を漏らしているのではないかとの疑念が生まれた。
こうした背景をもとに2017年1月、シリア征服戦線の旧ジュンド・アクサー機構メンバーらがイドリブ県ザーウィヤ山地方一帯の「運動」拠点を襲撃した。JFSは旧ジュンド・アクサー機構メンバーの破門で事態収拾を図ったが、戦闘は拡大した。「運動」はイスラム軍、ムジャーヒディーン軍、「命じられるまま正しく進め」連合とともに、旧ジュンド・アクサー機構掃討を本格化させた。旧ジュンド・アクサー機構の反「運動」派はJFSから分裂し、その一部は東トルキスタンイスラム運動の仲介でISに加わるためにラッカ方面へと移動した。

### HTSとの勢力争い
アレッポの戦いでは、アレッポ・ファトフ軍（2015年5月結成）、新生ファトフ軍（2016年5月）、アレッポ軍（同年12月）をはじめとする連合体を結成が形成され、反体制派同士の連携を強化した。しかし、シリア政府軍との停戦が実現すると、反体制派同士は自らの支配地拡大をめぐって、内部分裂が再燃した。
2017年1月、JFSが他の反体制派拠点を襲撃したことで、ムジャーヒディーン軍、シャームの鷹旅団、シャーム戦線、イスラム軍、シャーム戦線、「命じられるまま正しく進め」連合、シャーム革命家大隊が「運動」に忠誠を誓い、イブン・タイミーヤ大隊、ミクダード・ブン・アムル旅団が「運動」に合流した。
一方でJFSはヌールッディーン・ザンキー運動、ハック旅団、アンサールッディーン戦線、スンナ軍と共に新組織シャーム解放機構（HTS）へと完全統合し、反体制派の武力統合を目指すことを宣言した
こうして始まった「運動」とHTSの拡大競争では、HTSが圧倒的に優位な立場に立った。HTSに忠誠を誓った組織には「運動」傘下の組織が連合したハマー軍もあった。「運動」やHTSの軍門に降った組織のほとんどは、かつて自由シリア軍や「穏健な反体制派」として活動していた。
「運動」とHTSは3月初めの和解合意で勢力拡大競争を収束させたが、両者の散発的衝突は続いた。7月下旬には、HTSが「運動」の戦略拠点、イドリブ県バーブ・ハワー国境通行所に進軍し、周辺地域を制圧した。「運動」はバーブ・ハワー国境通行所から撤退し、通行所管理を文民に任せることで停戦した。
12月、シリア政府軍がISとの戦いを一段落させると、イドリブ県一帯やダマスカス郊外県東グータの反体制派に戦力が向けられた。そこで、「運動」最高司令官ハサン・スーファーンはHTS指導者アブー・ムハンマド・ジャウラーニー、サウジアラビア人説教師アウドゥッラー・ムハイスィニーらとファトフ軍再興に向けた協議を行った。そしてイドリブ県一帯で反体制派がシリア政府軍に対して大規模な一斉反抗が試みられた。

### 国民解放戦線の結成
2018年8月、「運動」はイドリブ県一帯で活動する国民解放戦線に加盟した。国民解放戦線はトルコが支援する武装連合体で5月に結成された。

## 旗
シャーム自由人イスラム運動の旗
- 2016年初頭からの「運動」公式旗
- 公式旗に加えて2017年6月以降「運動」によって公式に使われているシリア独立旗。構成員たちは非公式にもかかわらず数ヶ月の間、優先して使っていた
- 「運動」によって時折使われた標準とは異なる黒旗
- 2012年前半に使用された「運動」オリジナルの旗